# Saint-Barthélemy-de-Bellegarde
Saint-Barthélemy-de-Bellegarde är en kommun i departementet Dordogne i regionen Nouvelle-Aquitaine i sydvästra Frankrike. Kommunen ligger i kantonen Montpon-Ménestérol som tillhör arrondissementet Périgueux. År 2022 hade Saint-Barthélemy-de-Bellegarde 506 invånare.

## Befolkningsutveckling
Antalet invånare i kommunen Saint-Barthélemy-de-Bellegarde
Referens:INSEE